# Ludovic Giuly
Ludovic Giuly (nascut el 10 de juliol de 1976 a Lió) és un exfutbolista professional francès.
Va formar part de l'equip del FC Barcelona que guanyà dues lligues (2004-05 i 2005-06) i una Lliga de Campions (2006). El seu gol més recordat és el que marcà a les semifinals de la Lliga del Campions contra l'AC Milan i que va permetre al Barça classificar-se per a la final, que després va guanyar.
També ha destacat a l'Olympique de Lió, AS Monaco i AS Roma.
Ha estat internacional amb selecció francesa en disset ocasions, marcant tres gols.

## Palmarès
AS Mònaco
- 1 Ligue 1: 1999-00.
- 1 Copa de la lliga francesa: 2002-03.

FC Barcelona
- 1 Lliga de Campions: 2005-06.
- 2 Lligues espanyoles: 2004-05, 2005-06.
- 2 Supercopes d'Espanya: 2005, 2006.

AS Roma
- 1 Copa italiana: 2007-08.
- 1 Supercopa italiana: 2007.

Paris Saint-Germain
- 1 Copa francesa: 2009-10.

Selecció francesa
- 1 Copa Confederacions: 2003.